# Deschutes River Trail
Le Deschutes River Trail est un sentier de randonnée du comté de Deschutes, dans l'Oregon, aux États-Unis. Il est classé National Recreation Trail.